# Der Sizilianer
Der Sizilianer ist ein Roman von Mario Puzo und beschreibt das Leben des Volkshelden Salvatore Giuliano. Das englische Original The Sicilian erschien 1984, die deutsche Übersetzung von Gisela Stege im Jahr 1986. Michael Cimino verfilmte den Titel 1987.

## Handlung
Der Roman spielt in der Zeit von 1943 bis 1950 im Dorf Montelepre in den Cammarata-Bergen bei Palermo auf Sizilien. Der junge Giuliano hilft seiner Familie beim Schmuggel. Er trifft während eines illegalen Transports auf eine Streife der Carabinieri und  erschießt einen Polizisten, worauf er in die Berge flieht. Giuliano wird Bandit und schließlich Bandenchef. Er raubt die Reichen aus und schenkt einen Teil der Beute den sizilianischen Armen. Dadurch erhält er großen Zulauf aus der Bevölkerung und wird zum Gegenspieler des mächtigen Mafiachefs Don Croce. Nachdem Giuliano die christdemokratische Regierung in Rom durch die Veröffentlichung von brisanten Dokumenten bedroht sowie einen Priester und sechs Mafiabosse exekutiert hat, bildet sich eine Front aus Regierung, Kirche und Mafia gegen ihn. Der Sohn des amerikanischen Gangsterbosses Don Corleone, Michael Corleone, befindet sich in Sizilien und plant, in die USA zurückzukehren. Don Corleone hat Giuliano zugesagt, er werde ihm helfen, in den USA unterzutauchen. Giuliano wird von einem Bandenmitglied, seinem treuesten Kindheitsfreund und Partner Aspanu Pisciotta, verraten und erschossen. Don Corleone, der Giuliano versprochen hatte, sein brisantes Testament zu veröffentlichen, hält dieses Versprechen nicht.

## Personen der Handlung
- Salvatore Giuliano – Bandenchef
- Aspanu Pisciotta – Giulianos rechte Hand
- Passatempo – Räuberhauptmann unter Giuliano
- Terranova – Räuberhauptmann unter Giuliano
- Silvestro – ehemaliger Corporal der Carabinieri in der Bellampo-Kaserne Montelepre
- Hector Adonis – Professor für Geschichte und Literatur an der Universität Palermo
- Fürst Ollorto – Großgrundbesitzer
- Don Croce Malo – Capo dei Capi der sizilianischen Mafia
- Michael Corleone – Sohn von Vito Corleone
- Maria Lombardo – Giulianos Mutter
- La Venera – Witwe, Giulianos erste Liebe
- Justina Ferra – Giulianos spätere Ehefrau

Michael Corleone ist einer der Protagonisten in Puzos Der Pate, ist im Sizilianer aber nur eine Randfigur.

## Selbstzeugnis
The Sicilian was a fun book to write. A reprise of the Mafia, but in Sicily.

„Es hat Spaß gemacht, den Sizilianer zu schreiben – eine Neuauflage des Mafia-Themas, aber diesmal in Sizilien.“

## Rezeption

### Kritik
Paul Ingendaay bezeichnet im Feuilleton der SZ Puzos Roman  „Der Sizilianer“ (1984) als eine „Romantisierung und als solche Teil einer nach Schweiß und Leder riechenden, nur noch ironisch aufzufassenden Männerwelt“. Das Interessante an dieser „Robin-Hood-Geschichte“ sei für ihn „wie getreulich sie die Thesen von Norman Lewis’ Klassiker ‚Die ehrenwerte Gesellschaft: Die Geschichte der Mafia‘ (1964) illustriert. Puzos Roman erzählt, dass das Wiedererstarken der Mafia nicht möglich gewesen wäre, hätten die Alliierten sie nicht in ihrem Kampf gegen den Faschismus strategisch benutzt“.
Eric Hobsbawm besprach das Buch 1985 im „New York Review of Books“. In seinem Essay stellt er die These auf, es gebe nichts Amerikanischeres als die amerikanische Mafia (auch wenn das Corleone-Prinzip eine Perversion des amerikanischen Traumes darstelle). Er ist der Meinung, dass Puzos Buch vom „Sizilianer“ vom Glauben an das Individuum beseelt sei und dass es die Bedeutung der historischen Umstände vernachlässige.

### Verfilmung
Die Verfilmung des Romans kam 1988 in die deutschen Kinos. Regie führte Michael Cimino nach einer Drehbuchbearbeitung von Steve Shagan, mit Christopher Lambert, Terence Stamp und Joss Ackland in den Hauptrollen.

## Ausgaben
- Mario Puzo: The Sicilian. A novel. New York, Linden press/Simon & Schuster, 1984. ISBN 0-671-43564-7
- Mario Puzo: Der Sizilianer. Roman. Aus dem Amerik. von Gisela Stege. Ullstein  München, 2000. ISBN 3-548-25123-4